# Les Mariages samnites

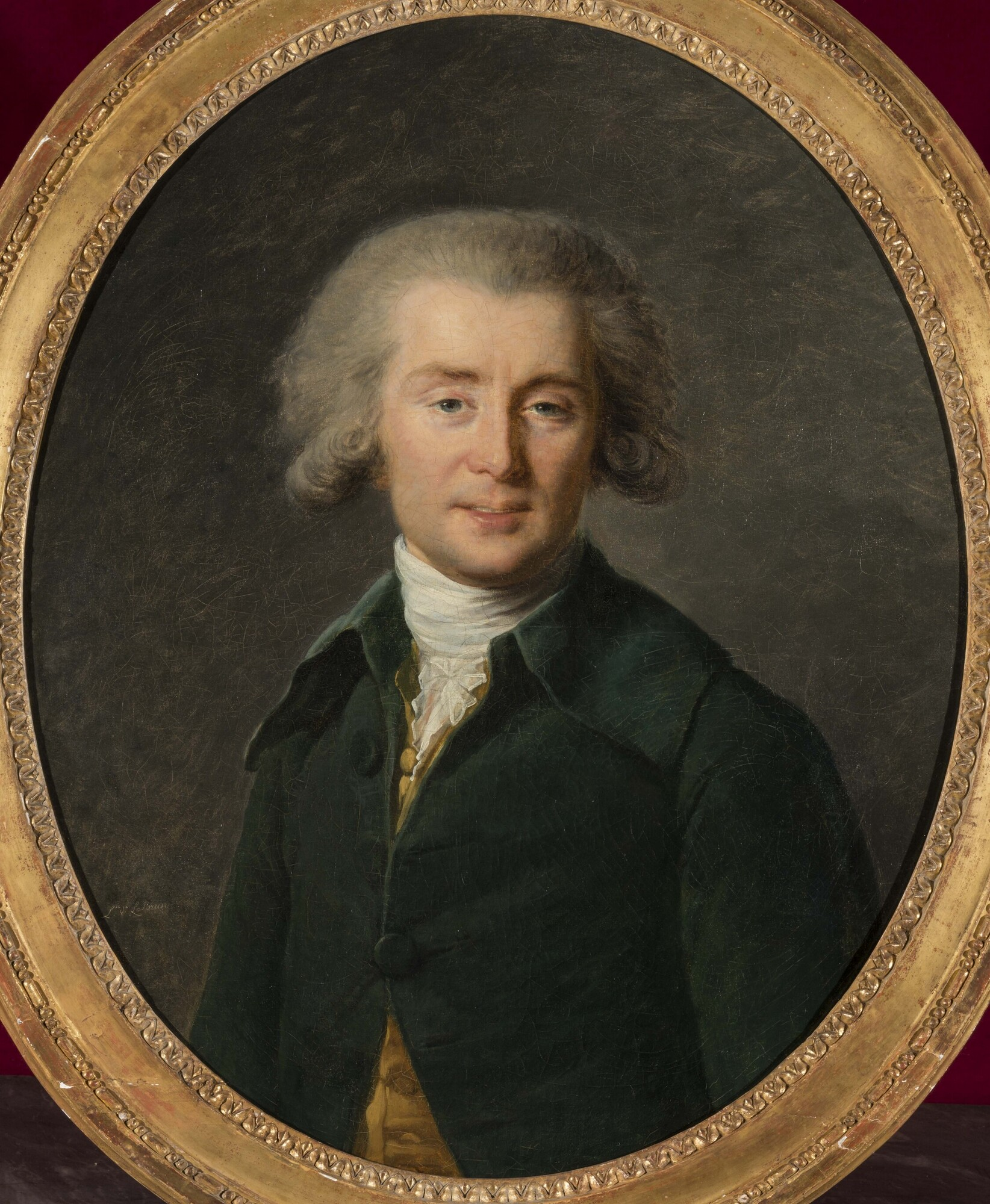
André Grétry

Les Mariages samnites (Det samnitiska äktenskapet) är en opéra comique (eller drame lyrique) i tre akter med musik av André Grétry och libretto av Barnabé Farmian Durosoy efter ett verk av Jean François Marmontel.

## Uppförandehistorik
Operan hade premiär den 12 juni 1776 på Hôtel de Bourgogne i Paris. 

## Personer
| Roller                         | Stämma                    | Premiärbesättning 12 juni 1776 (Dirigent: - )                            |
| ------------------------------ | ------------------------- | ------------------------------------------------------------------------ |
| Agathis, förälskad i Céphalide | tenor                     | Jean-Baptiste Guignard, kallad Clairval                                  |
| Parmenon, vän till Agathis     | tenor                     | M Julien                                                                 |
| Eumene, fader till Agathis     | basse-taille (basbaryton) | Pierre-Marie Narbonne                                                    |
| Céphalide                      | sopran                    | Marie-Jean Trial, född Milon                                             |
| Éliane, väninna till Céphalide | sopran                    | Marie-Thérèse-Théodore Rombocoli-Riggieri, kallad 'Mlle Colombe l'Aînée' |
| Euphémie, moder till Céphalide | sopran                    | Louise-Frédérique Moulinghen, född Schrœder                              |
| De Äldstes ledare              | basse-taille              | Philippe-Thomas Ménier (även stavat Meunier)                             |
| Generalen                      |                           | M Labussière                                                             |
| Två samnitflickor              |                           | Sophie Dufayel (ainée) och Marie Desbrosses                              |